# لیتزدیل
لیتزدیل (به انگلیسی: Leetsdale) یک منطقهٔ مسکونی در ایالات متحده آمریکا است که در شهرستان الگینی، پنسیلوانیا واقع شده‌است.

## خصوصیات
لیتزدیل ۱٬۲۱۸ نفر جمعیت دارد.